# Marissa Callaghan
Marissa Callaghan (Belfast, 2 settembre 1985) è una calciatrice e allenatrice di calcio nordirlandese, centrocampista e capitano del Cliftonville, del quale è anche tecnico, e della nazionale nordirlandese.
Nel 2016 è stata insignita del premio per la personalità femminile dell'anno della Northern Ireland Women's Football Association (NIWFA). L'anno successivo ha ricevuto l'incarico di tournament ambassador (ambasciatrice del torneo) per il campionato europeo femminile Under 19 di calcio 2017, che in quell'edizione si è disputato in Irlanda del Nord.

## Carriera

### Calciatrice

#### Club
Callaghan ha iniziato a giocare a calcio quando aveva tredici anni per le Newington Girls, ora conosciute come Cliftonville Ladies, squadra di calcio femminile della città natale, Belfast. In seguito, grazie ad una borsa di studio per il calcio, si trasferisce negli Stati Uniti d'America per completare il suo percorso scolastico universitario.
Tornata in Irlanda del Nord nel 2005, ha ricominciato a giocare per il Cliftonville, club che non ha più lasciato in oltre 15 anni di carriera tra Women's Premier League e Women's Premiership, diventandone negli ultimi anni anche allenatrice/calciatrice.

#### Nazionale

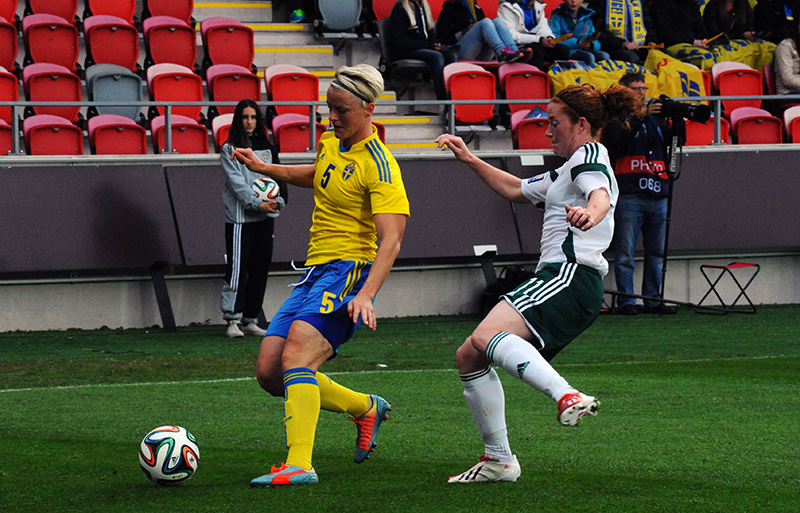
Myresjöhus Arena, qualificazioni al Mondiale di Canada 2015: Nilla Fischer (Svezia) e Marissa Callaghan nel maggio 2014.

Callaghan inizia a essere convocata dalla Federcalcio nordirlandese (IFA) dai primi anni duemila, inizialmente nelle giovanili, debuttando con la maglia della formazione Under-19 nel 2002. Per la prima convocazione nella nazionale maggiore deve attendere il 2010, chiamata dal commissario tecnico Alfie Wylie in occasione dell'amichevole del 23 maggio con la Scozia, dove debutta al Dumbarton Football Stadium di Dumbarton Di seguito Wylie comincia a convocarla con sempre maggiore regolarità, senza mai ottenere un accesso alla fase finale, alle qualificazioni dei Mondiali di Germania 2011, Canada 2015 e Francia 2019, intervallati dagli Europei di Svezia 2013 e Paesi Bassi 2017, dove in quest'ultimo, nel gruppo 2, il 3 giugno 2016 va a segno per la prima volta in un torneo UEFA siglando una doppietta nella vittoria interna per 4-0 sulla Georgia.
L'arrivo, nel maggio 2019, del nuovo CT Kenny Shiels, non muta la fiducia riposta nella centrocampista, scendendo in campo in 7 degli 8 incontri del gruppo C delle qualificazioni all'Europeo di Inghilterra 2022, terminato a pari punti con il Galles, ma guadagnando il 2º posto grazie alla migliore differenza reti e, di conseguenza, ai play-off per uno dei tre posti ancora disponibili. Nell'ultima doppia sfida con l'Ucraina, Callaghan apre le marcature nell'incontro casalingo di ritorno vinto per 2-0, che unito alla vittoria, per 2-1, anche all'andata assicura alla sua nazionale l'accesso alla prima fase finale di un torneo ufficiale UEFA.

### Allenatrice
Dopo essersi laureata con un certificato avanzato in coaching sportivo presso l'Università dell'Ulster nel 2017, Callaghan si è offerta volontaria come tecnico per il Cliftonville Ladies. In seguito divenne la loro academy director, direttrice responsabile del settore giovanile.

## Palmarès

### Club
- Campionato nordirlandese: 1

Cliftonville: 2022